# Carlos da Graça
Carlos Alberto Monteiro Dias da Graça (22 de diciembre de 1931 - 17 de abril de 2013) fue un médico, político, primer ministro de Santo Tomé y Príncipe entre el 25 de octubre de 1994 y el 15 de agosto de 1995.
Un pequeño Golpe Militar interrumpió su mandato entre el 15 de agosto y el 21 de agosto de 1995. Las reglas civiles fueron restauradas el 21 de agosto y Da Graça mantuvo el poder hasta el 31 de diciembre de 1995. Fue miembro del Movimiento para la Liberación de Santo Tomé y Príncipe / Partido Social Demócrata (MLSTP - PSD).
Antes de convertirse en primer ministro, Da Graça ejerció el cargo de ministro de Relaciones Exteriores desde 1988 hasta 1990.
| Predecesor: Guilherme Posser da Costa | Ministro de Relaciones Exteriores de Santo Tomé y Príncipe 1988 –1990 | Sucesor: Guilherme Posser da Costa |
| Predecesor: Evaristo Carvalho         | Primer ministro de Santo Tomé y Príncipe 1994–1995                    | Sucesor: Armindo Vaz d'Almeida     |